# Landstein (Adelsgeschlecht)

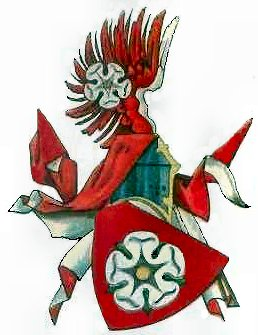
Wappen von Landstein

Das böhmische Adelsgeschlecht der Herren von Landstein (tschechisch Páni z Landštejna, auch Landštejnové) entstammte dem Geschlecht der Witigonen.

## Wappen
Blasonierung des Stammwappens der Landsteiner (Herren von Landstein): „In Rot eine gestürzte, grünbespitzte und im fünfstrahligen grünem Blütenkelch goldenbebutze silberne Rose. Auf dem Helm (auf gelehntem Schild) mit rot-silbernen Decken ein rot-silberner, geschlossener Flug, belegt mit der silbernen Rose.“

## Geschichte

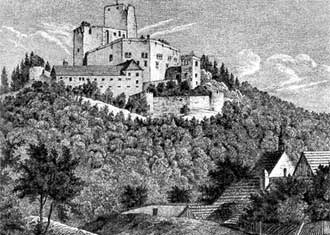
Burg Landstein, Stich von 1847

Dieser Familienzweig der Witigonen entstand nach Teilung der Besitzungen des Witiko von Prčice († 1194) unter seine vier Söhne. Stammvater der Landsteiner wurde dessen jüngster Sohn
Witiko IV. (auch Witiko von Klokoty; tschechisch Vítek IV. z Klokot; Vítek z Klokot), der 1234 starb.
Erst nach dem Erwerb der Burg Landstein um 1250 nannten sich dessen Nachkommen von Landstein. Um 1259 war die Burg Landstein im Besitz des Ulrich von Landstein (Olbřich z Landštejna). Ihm folgten Sezema und Witiko/Vítek, Söhne des Hojer (Ojíř) von Lomnitz. Witiko/Vítek († 1312) zeichnete sich bei der Verteidigung von Znaim aus und beteiligte sich auf Seiten der späteren Ehefrau des böhmischen Königs Johann von Luxemburg, Elisabeth, am Kampf gegen deren Schwager Heinrich von Kärnten. Der bekannteste Vertreter dieses Geschlechts war Wilhelm von Landstein († 1356). Während seiner Regentschaft gehörten zur Herrschaft Landstein Neubistritz, Wittingau, Lomnitz und Gratzen. In der zweiten Hälfte des 14. Jahrhunderts verarmte dieser Familienzweig. Nach dem Verkauf der Burg Landstein 1381 an die Herren Kraiger von Kraigk lebten Nachkommen des Familienzweigs Landstein in den böhmischen Orten Borotín, Tuchoraz und Střela sowie in Mähren, wo ihnen u. a. die Herrschaft Morawan und Milotitz gehörten. Der mährische Zweig nannte sich ab der zweiten Hälfte des 14. Jahrhunderts von Morawan (z Moravan). Letzter männlicher Nachkomme dieses Familienzweigs war Ctibor von Morawan auf Světlov, der um 1478 starb.
Mitte des 15. Jahrhunderts begründete der böhmische Oberstlandschreiber Nikolaus von Landstein († 1484) den Familienzweig Svitáček von Landstein (Svitáček z Landštejna), der bis Anfang des 17. Jahrhunderts bestand.

## Stammliste der Herren von Landstein
Stammvater war der vierte Sohn des Witiko von Prčice († 1194):
1. Witiko IV. (auch Witiko von Klokoty; tschechisch Vítek IV. z Klokot; Vítek z Klokot; † 1234)
  1. Katharina/Kateřina von Lomnitz, Äbtissin des Klosters Porta Coeli bei Tišnov
  2. Gertrud von Lomnitz († nach 1266)
  3. Jutta von Lomnitz, verheiratet mit Kuno von Chvan († nach 1267)
  4. Ludmila von Lomnitz († nach 1257), verheiratet mit  Markward von Hrádek
  5. Pilgrim von Wittingau (Pelhřim z Třeboně; † um 1261), verheiratet mit Agnes/Anežka N. N.
    1. Wok von Landstein (Vok z Landštejna; † um 1300)
      1. Ludmilla von Landstein (Lidmila z Landštejna; †  nach 1339)
      2. Hojer von Landstein (Ojíř z Landštejna; † 1327)
      3. Sezima von Landstein († um 1327)
      4. Jaroslav von Borovany († um 1339)

    2. Sezima von Landstein († um 1293)

  6. Witiko von Skalice (Vítek ze Skalice; † nach 1266)[4]
  7. Hojer von Lomnitz (Ojíř z Lomnice; † um 1306), verheiratet mit Stříza N. N.; versprach mit einer am 24. Mai 1284 in Prag ausgefertigten Urkunde zusammen mit anderen böhmischen Adingen dem König Wenzel II. Treue und Frieden mit der Gegenpartei[5]
    1. Smil von Gratzen (Smil z Nových Hradů; † um 1317), verheiratet mit Kunigunde von Kuenring; schenkte mit einer in Rosenberg ausgestellten Urkunde die Kirche von Deutsch-Reichenau dem Kloster Hohenfurt.[6]
      1. Ofka von Landstein
      2. Hojer von Landstein (Ojíř z Landštejna)
      3. Smil von Landstein

    2. Witiko von Landstein (Vítek z Landštejna; † um 1312) zeichnete sich bei der Verteidigung von Znaim aus und beteiligte sich auf Seiten der späteren Ehefrau des böhmischen Königs Johann von Luxemburg, Elisabeth, am Kampf gegen deren Schwager Heinrich von Kärnten.
      1. Smil von Ledenitz (Smil z Ledenic; † um 1358), verheiratet mit Agnes/Anežka N. N.
        1. Keruše  von Ledenitz, verheiratet mit Přibík von Stráž

      2. Wilhelm von Landstein († 1356)[7]
      3. Zbyněk von Ledenitz (Zbyněk z Ledenic; † um 1346)